# Wnory-Pażochy
Wnory-Pażochy – wieś w Polsce położona w województwie podlaskim, w powiecie wysokomazowieckim, w gminie Kulesze Kościelne.
W latach 1975–1998 miejscowość administracyjnie należała do województwa łomżyńskiego.
Wierni kościoła rzymskokatolickiego należą do parafii św. Bartłomieja Apostoła w Kuleszach Kościelnych.

## Historia
Wieś założona prawdopodobnie w XVI w. przez potomków Wnora, przybysza ze wsi Kłoski z Ziemi łęczyckiej i założyciela Wnorów Starych. Zamieszkiwana przez drobną szlachtę herbu Rola.
W roku 1456 książę mazowiecki Konrad nadał przywileje Mikołajowi ze wsi Wnory, określając jego herb. W 1528 r. rycerze z wsi Wnory wystawili 12 koni na pospolite ruszenie.
Wnory Pażochy pojawiają się w zapiskach sądowych z 1580 r. Nazwa Pażochy pochodzi od pobliskich bagien. Pierwszym znanym osadnikiem w tej wsi był Jan Wnorowski i jego synowie: Kasper i Samuel. Na początku XVII wieku notuje się tu rodzinę Dąbrowskich herbu Dąbrowa. W 1617 roku Piotr Dąbrowski posiadał działy ziemi również w Wiechach.
Słownik geograficzny Królestwa Polskiego i innych krajów słowiańskich podaje, że w roku 1827 we Wnorach-Pażochach, należących do parafii Kulesze, w 21 domach żyło 122 mieszkańców.
W 1828 r. notowano tu niewielką szkółkę parafialną, w której uczyło się 5 chłopców. Nauczycielem był Grodzki.
W czasie uwłaszczenia z 1864 roku powstało tutaj 7 gospodarstw chłopskich na 22 morgach ziemi. W 1867 Wnory Pażochy włączono do gminy Piszczaty. W końcu XIX w. miejscowy folwark liczył 657 morgów ziemi (w tym 282 morgi nieużytków - tzw. Bieli Pażochowskiej). W 1891 we wsi mieszkało 23 drobnoszlacheckich gospodarzy, pracujących na 263 ha ziemi. Średnie gospodarstwo miało obszar 11,4 ha.
W 1921 r. w miejscowości było 22 domy i 147 mieszkańców. Obok istniał niewielki folwark złożony z dwóch domów mieszkalnych oraz zabudowań gospodarczych. Mieszkało w nim 39 osób, w tym 1 ewangelik. Według Księgi Adresowej Polski właścicielem folwarku (360 ha) był Henryk Syczewski.
W okresie międzywojennym działał tu wiatrak, własność J. Dąbrowskiego.